# Ahmed Ahmedou
Ahmed Di Ahmedou (* 27. August 1993) ist ein mauretanischer Fußballspieler.

## Karriere

### Verein
Er begann seine Karriere 2012 beim AS Saint-Étienne und spielte dort für dessen B-Mannschaft, 2013 wechselte er nach England zu Three Bridges FC, wo er seitdem spielt.

### Nationalmannschaft
Sein Debüt für Mauretanien gab er am 5. März 2014 bei einem Freundschaftsspiel gegen den Niger, das Spiel endete mit 1:1.

## Privates
Momentan studiert er Ingenieurwesen an der Universität von Sussex, sein Studium war Grund für seinen Wechsel nach England.